# Reinhard Lauck
Reinhard Lauck (Sielow, 16 de Setembro de 1946 - Berlim, 22 de outubro de 1997) foi um futebolista profissional alemão que atuava como líbero, campeão olímpico.

## Títulos
Alemanha Oriental
- Jogos Olímpicos: 1976

## Ligações Externas
- Perfil na Sports Reference